# 阮玉敦貞
富麗公主阮玉敦貞（越南语：／；1838年—1890年），初名阮玉艷媘（越南语：／），後避儷天英皇后武氏諧諱改今名，越南阮朝紹治帝第十八女，生母德嬪阮氏媗。

## 生平
明命十九年（1838年），阮玉敦貞在順化京城出生。嗣德六年（1853年），敦貞16歲，下嫁寧太總督阮久德之子阮久纘。嗣德二十二年（1869年），嗣德帝封敦貞為富麗公主。成泰二年（1890年），敦貞去世，享年五十三歲，諡美淑。
富麗公主育有一子三女。